# Borgiallo
Borgiallo (en français Borgial) est une commune italienne de la ville métropolitaine de Turin dans la région Piémont en Italie.

## Administration
| Période                                  | Période  | Identité            | Étiquette    | Qualité |
| ---------------------------------------- | -------- | ------------------- | ------------ | ------- |
| 14 juin 2004                             | En cours | Francesca Cargnello | lista civica |         |
| Les données manquantes sont à compléter. |          |                     |              |         |

### Communes limitrophes
Frassinet, Castellamonte, Colleretto Castelnuovo, Castelnuovo Nigra, Chiesanuova, Cuorgnè